# Hyloscirtus hillisi
Hyloscirtus hillisi es una especie de anfibio anuro de la familia Hylidae. Fue descubierta en 2017 y descrita en 2018. Solo se ha encontrado en una montaña de la cordillera del Cóndor en la cuenca del río Quimi. provincia de Zamora Chinchipe (Ecuador). Esta zona está junto a la frontera con Perú, así que es muy probable que esta especie se encuentre en ese país también. Habita junto a arroyos y estanques en zonas de matorral escasamente arboladas entre los 1991 y los 2134 metros de altitud.
Su dorso es marrón oscuro con motas y manchas anaranjadas. El vientre es marrón grisáceo. Mide entre 6 y 7 cm. Tiene una especie de garra en el pulgar, cuya función se desconoce pero que se cree que podría ser usada en luchas entre machos y como protección ante sus depredadores. Está gravemente amenazada de extinción principalmente por la pérdida de hábitat causada por la minería ilegal.

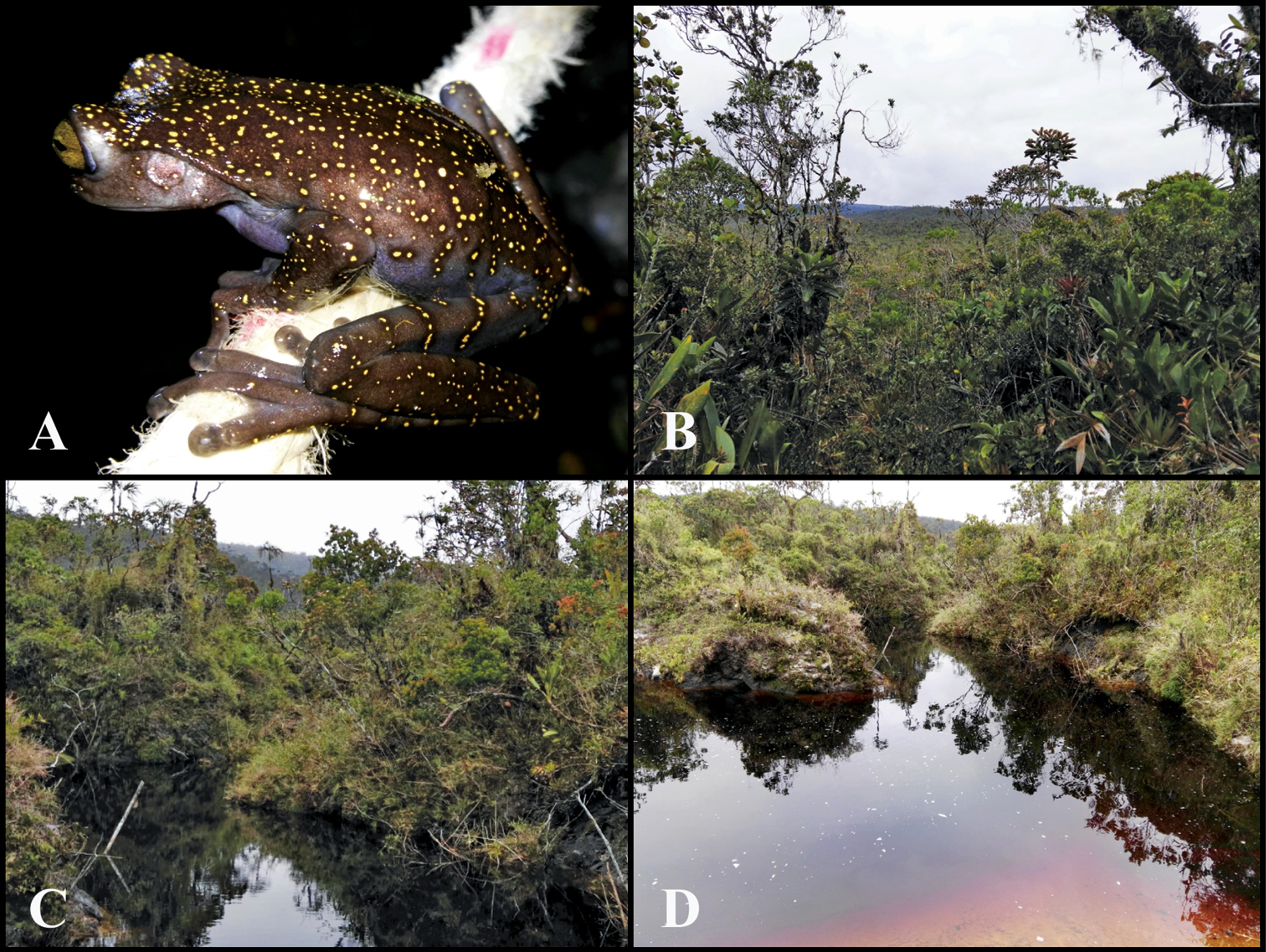
Hábitat de Hyloscirtus hillisi. A - Ejemplar en la localidad tipo, Reserva biológica El Quimi. B - Vegetación en la reserva. C - Hábitat donde se encontraron ejemplares adultos. D - Hábitat donde se encontraron renacuajos y ejemplares en metamorfosis.